# 조병옥
조병옥(趙炳玉, 1894년 5월 21일 ~ 1960년 2월 15일)은 대한민국의 독립운동가, 교육자, 경찰관, 정치인이다. 일제 강점기 초반 도미 유학과 독립운동에 종사하였고, 안창호에게 감화되어 그의 흥사단과 수양동지회, 국민회 일에 적극 참여하였다. 그 뒤 태평양 전쟁 무렵 수양동우회 사건 등으로 두 차례나 옥고를 치렀다. 해방 정국에서는 한민당 창당에 참여한 뒤 미군정의 경찰총수를 지냈으며, 1948년 정부수립 후에는 UN대표단, 내무부 장관 등을 거친 뒤 이승만과 결별했다. 해방 직후 미군정 치하 제2대 경찰 통수권자였다.
한국민주당과 민주국민당에서 활동하였으며, 1954년 호헌동지회에 참여하였으며, 민주당에 입당, 신익희·윤보선·유진산 등과 함께 민주당 구파의 리더로 활동하였다. 1950년 대한민국의 제2대 정·부통령 선거에 부통령 후보자로 출마하였으나 낙선하였고, 1960년 대한민국 제4대 대통령 후보자로 출마하였으나 선거유세 중 병으로 미국 워싱턴 D. C. 월터리드 육군병원에 입원했다가 급서하였다. 제1공화국 후반 여야의 갈등이 첨예하게 대립할 때 장택상, 이기붕 등과 수시로 만나 회담, 절충을 주도하였으며, 기자들이나 강경투쟁을 요청하는 야당인사들에게 하던 “빈대잡기 위해 초가삼간 태울 수는 없지 않느냐”는 말은 회자화되었다. 본관은 한양, 충청남도 천안에서 태어났으며, 호는 유석(維石)이다.

## 생애

### 생애 초기

#### 출생과 가계
조병옥은 조재형(趙載衡)의 셋째아들인 독립운동가 조인원(趙仁元 또는 조택원(趙宅元))과 부인 남양홍씨의 장남으로 태어났다. 조병옥의 가계는 임천조씨로 고려 중서첨의 조지수(趙之壽)의 아들 총관 조휘(趙暉)의 23대손이며 그 후손 중 중시조이자 조병옥의 직계선조인 조인옥(趙仁沃)은 조선의 개국공신이었다. 아버지 조인원은 기골이 장대하고 의협심이 강하여 불우한 사람들을 자주 도와주곤 하였다 한다.
조병옥은 후일 아버지를 추억하기를 아버지가 나와같은 학식이 있었다면 위대한 정치가가 되었을 것이라고 회상하기도 하였다. 1919년 아버지 조인원은 병천면의 속장으로 교회설립을 주관하였으며 1919년 3.1 만세 운동 당시 아버지 조인원은 3월 24일 유관순의 아버지 류중권과 모의하고 3.1만세운동을 한 뒤 향리로 내려온 유관순을 설득하여 3월 24일 만세운동을 지휘하였다. 만세 중 일본군은 시위대에 총을 겨누고 쏘았고, 아버지 조인원은 심장 부근을 총에 맞아 관통당하였다. 조인원은 충청남도 진천에 있는 영국인 병원에서 치료를 받았으나 관통상으로 상처가 심하여 3~4개월간 입원했다가 4년형을 받고 공주교도소에 수감되었다. 만세운동에 가담했던 조병옥의 동생도 3년형을 받고 교도소에 수감되었다가 출감하였다. 조병옥은 미국에서 아버지와 동생의 구속 소식을 접하였다. 그에게는 서모가 한 명 더 있어서 1945년 해방 직후까지 모신 일도 있다.

#### 유년기
어려서 조병옥은 잔병치레를 하였다. 독종기를 앓아 발에 심한 고름을 앓던 무렵 그의 모친 홍씨는 아들을 데리고 외과의사도 없던 당시 농촌의 오솔길과 산길에 어린아들을 업고 이리 저리 한의원을 찾아다니며 침을 놓기도 하였다. 열병을 앓아 누운 일도 있는데 이때 그의 모친은 밤을 세워가며 아들의 병구완을 하였다 한다. 유년기에 동몽선습을 40일 만에 독파하고 암송까지 하게 되었다. 7세 되던 해 그의 아버지는 가내에 서당을 차리고 충북 괴산에 사는 신(辛)선생을 모셔다가 가르쳤다. 조병옥은 13세때까지 신선생 밑에서 수학하였다. 이후 국언문(한글을 그는 언문이라 표현하였다.)을 10일 만에 깨우쳤으며 자치통감은 8권까지 읽었고, 소학, 대학, 중용, 논어, 맹자, 시전, 서전, 사서삼경 등 주역을 빼놓고 전부 독파하였다. 그 후 강목 75권 중 26권을 읽기도 하였다. 아버지 조인원은 15세에 조병옥을 결혼시킬 생각이었으며 백부의 동서뻘 되는 한학자가 운영하는 서당에 보낼 계획이었으나 미국인 선교사 케블 목사를 만나 기독교선교에 동참하면서 속장이라는 교직을 얻게 되었다 한다.

### 청년기

#### 학창 시절
1903년 조병옥은 케블 목사의 추천으로 공주군 영명학교에 입학하였다. 영명학교는 5년제 소학교와 2년제 특별중학교가 있었는데, 조병옥은 특별 배려로 영명소학교 4학년 과정에 편입하였다. 공주군으로 유학하여 하숙하였으며 1908년 영명소학교 6학년을 졸업하였다. 1908년 이어 영명중학교로 진학하여 2년 과정을 마치고 1910년 영명중학교를 졸업하였다. 기왕에 신학문을 배우게 한 이상 아들을 신학자로 대성시키려 한 아버지 조인원은 그를 숭실중학교에 편입시킬 것을 결정하였고 조병옥 역시 스스로 알아본 결과 숭실학교는 학년이 5백 명으로 학교 규율이나 기강이 엄한 데다가 근처에 있던 안창호의 대성학교의 영향을 받았다고 하며, 배재학당과 경신학교의 학년 수는 2백명 미만이며 두 학교에 대한 부정적인 소문을 함께 접하게 되면서 그는 숭실학교 편입을 선택하게 되었다.

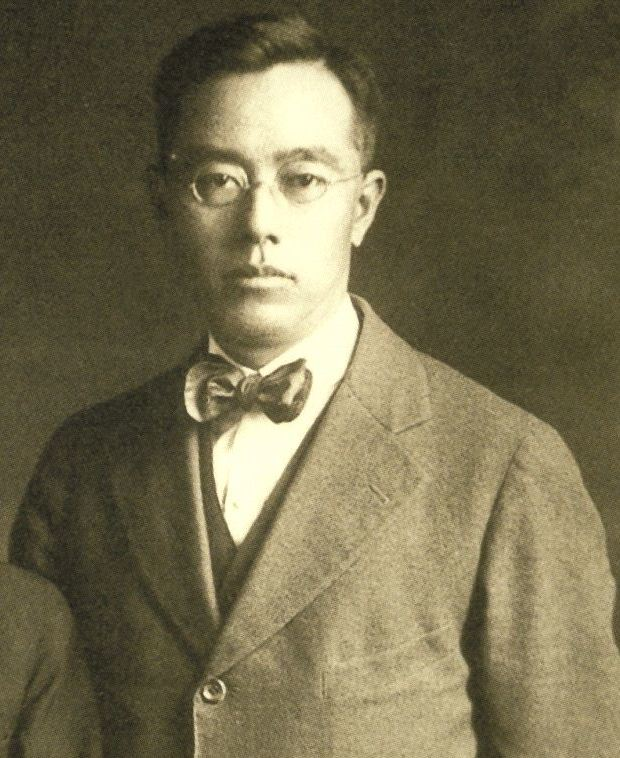
숭실중학교 시절의 그에게 수사학과 논리학을 가르친 김규식

1910년 4년제 중학교인 숭실중학교 3학년 과정에 편입하여 1912년 봄 숭실중학교를 졸업하였다. 숭실중학교 재학 중에는 연설과 토론 대회에도 출전하였다. 숭실중학교로 편입학하러 가는 길에 경성 대한문 앞에서 을사조약의 조칙문을 듣고 격분하여 통곡하였다. 숭실중학교 재학 당시 그는 영어교사이자 수사학교사인 김규식 박사를 따랐다고 추억하였다. 영어 시간에 김규식 선생은 곧잘 영어시를 읊어주곤 하였다고 하는데 셀리, 키츠, 테니슨, 바이런 등등의 시를 잘 읽어 주었다. 그러나 해방 뒤 중간노선을 걸으면서 실망하게 되었다고 하였다.

#### 교육 활동
1912년 봄 숭실중학교를 졸업하고 서울로 상경하였다. 이때 1911년 미국에서 프린스턴 대학교를 졸업하고 박사학위를 받은 이승만의 귀국에 영향을 받아 미국 유학을 동경하게 되었고, 이어 신흥우, 김규식, 백상규 등의 미국 유학파의 감화를 받아 그는 미국 유학을 결심하게 된다. 미국 유학을 결심한 조병옥은 영어를 배우기 위해 1912년 배재전문학교에 입학하였다. 배재학교에는 당시 숭실중학교 은사였던 김규식도 재직하고 있었다.
배재학당 재학 당시 조병옥은 '내가 가장 재미있게 청강할 수 있었던 과목은 김규식 박사의 수사학(修辭學)이었다. 김규식 박사는 영어에 능란하였으며 또 한문도 쉽게 습득해 종횡으로 구사하는데 그 재주는 놀라지 않을 수 없었던 것이다. 이때 김규식 박사는 수업 시간에 곧잘 영시를 읊어주곤 하였던 것이다. 셀리, 키이츠, 테니슨, 바이런 등등의 시들을 잘 읽어 주었다. 나의 선생이었던 김규식 박사에 대하여 나는 누구보다도 많은 기대를 가졌던 것이다. 김규식 박사는 국운이 기울어지자 다른 망명지사들과 함께 몽고에 망명하였다가 상해 임시정부 요인으로 파리 강화회의에까지 가서 국제적으로 활약을 눈부시게 하였던 고로, 그가 귀국하였을 때는 많은 기대를 가졌으나 중간 노선을 걸어 나는 퍽이나 실망하였던 것이다. 하여튼 나는 1년 동안 그에게서 수사학을 배우는 데 있어 많은 도움이 된 것만은 사실이다.'라고 회상하였다.
1911년 6월 배재학교 교장이 베카 박사에서 신흥우로 바뀌면서 신임 신흥우 교장의 요청으로 학교 학생으로 시간강사직을 맡게 되었다. 나이가 어린데다가 학생들의 나이가 많아, 학생들로부터 아이선생에 어른학생이라는 놀림을 당하기도 하였으나, 1년간 시간강사직을 수행하였다.
조병옥이 맡은 과목은 한자 과목으로 논어, 맹자 등을 유창하게 해석하자 그를 놀리던 나이많은 학생들도 더 이상 그를 놀리지 않았다고 한다. 배재학당 시간 강사로 있을 무렵 중매 청혼이 들어왔는데, 공주 영명학교 담임인 윤성열(尹聲烈) 은사의 모친의 소개로 대한제국 정부에서 고등관의 벼슬을 지낸 노병선(盧炳善)의 딸 노정면(盧禎冕)을 소개 받았다. 가톨릭교 신자인 노정면은 당시 소학교 교사로 근무했는데, 조병옥은 윤성열의 모친에게 진명여학교를 졸업하고 소학교에서 교편을 잡던 노정면을 만나게 해달라고 부탁하여, 윤성열의 모친과 비밀리에 길목에 숨어 있다가 소학교로 가는 길목에 숨어서 노정면이 출근하는 모습을 지켜본 뒤, 노병선과 오씨 내외를 찾아가 청혼하여 승인을 얻었다.
1914년 배재학당 대학부를 마치고(졸업생 유무가 확실치 않아서), 미국 와이오밍 대학교로 유학을 떠났다. 1918년 와이오밍 대학 학사과정을 졸업하고 뉴욕 컬럼비아 대학교 경제학 대학원으로 진학하였다.

### 유학과 독립운동

#### 유학과 3.1운동 전후
1919년 4월, 미국 현지에서 3·1 운동의 소식을 접하였다. 한편 3·1 운동 소식을 접한 이승만은 만세운동에 호응하기 위해 4월 초에 공지하여 4월 13일, 필라델피아에서 제1차 한인연합회의(The First Korean Congress)를 소집하였다. 조병옥은 4월 13일부터 4월 15일까지 3일간 필라델피아에서 개최된 한인연합회의에 참석하였다. 이 대회에서 조병옥도 연사로 참여하였다.
한편 아우내 장터 만세 시위에서 아버지 조인원과 동생 조병호가 체포, 투옥됐다는 소식을 접하였다. 만세 시위 중 유관순의 아버지 류중권(柳重權), 유관순의 어머니 이소제(李少悌) 등 19명이 현장에서 사망하고 30여명이 부상했으며 유관순 등은 투옥되었다. 이에 함께 만세를 부르던 아버지 조인원은 옆구리에 총알이 관통하여 쓰러졌다. 나중에 아버지 조인원은 기력을 회복, 현장에서 사망한 시신들을 교회당으로 옮기고 일본 경찰에 항의했으나 받아들여지지 않자 동생 조병호(趙炳鎬), 류중권의 동생 류중무(柳重武) 등과 헌병주재소로 달려가 웃옷을 벗어 제치고, 주재소장과 헌병들에게 강력히 항의하다가 체포되었다. 결국 이해 9월 11일 아버지 조인원과 동생 조병호 등은 고등법원에서 징역 3년형이 확정되어 옥고를 치렀다.
1925년 미국 컬럼비아 대학교에서 〈한국의 토지제도〉라는 논문으로 경제학박사 학위를 받았다. 이어 미국 유학과정에서 만난 노정면과 결혼을 약속하였다. 승정원 좌승지를 지낸 광주노씨 노병선(盧炳善)의 딸로 노정면은 진명여고와 뉴욕의 드류 학원을 졸업했다.
신부를 만난 뒤 조병옥은 결혼전 신부될 사람에게도 신식교육이 필요하다며 자신과 같이 도미유학을 할 것을 권고하였다. 신랑될 자신만이 고등교육을 받는다면 평등하지 못한 일이며, 신부가 고등교육을 받지 못한다면 당신은 아래층에 있고 홀로 위층에 있는 것과 같다. 이는 가정의 밸런스가 맞지 않고 비민주적인 가정은 행복을 기대할 수 없으니 미국으로 건너간 후 신부 역시 미국으로 건너오도록 설득하였던 것이다. 한편 아버지의 여비부담으로 그는 약혼자 노정면과 함께 미국 유학길에 올랐다. 당초 일본유학을 결정하였으나 일본에 대한 적개심과 미국에 대한 동경심으로 미국유학길을 택하게 되었다. 조인원은 논밭 120두락을 팔아 비용 3천원을 마련하여 아들과 며느리의 학비 겸 여비로 주었다.

#### 독립운동과 언론 활동

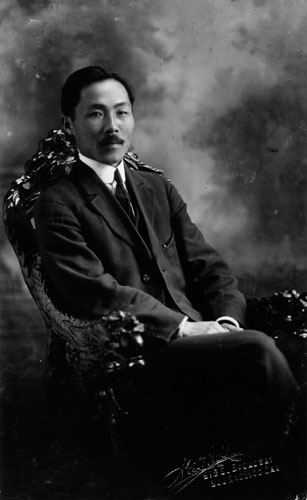
도산 안창호. 안창호의 인품에 감동한 그는 흥사단과 수양동우회에 가입하여 활동한다.

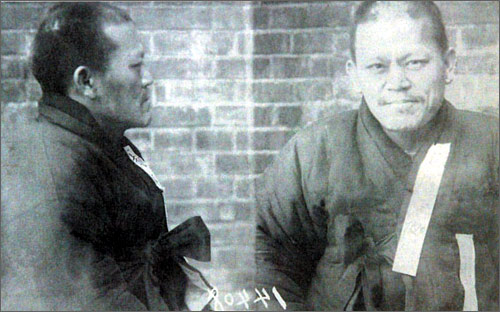
1929년 겨울, 광주학생운동 배후조종 혐의로 체포되었을 무렵

미국 체류 중 안창호와 면담한 후 그의 사상에 감화된 조병옥은 귀국 후 윤치호를 찾아뵌 뒤, 이광수를 찾아가 함께 흥사단과 수양동우회의 국내 지부 결성을 추진한다.
귀국 후 연희전문에서 5년 동안 교편을 잡았고, 이후 독립운동의 길에 들어섰다. 기독교여자청년회(YWCA)이사와 비밀독립단체인 기독신우회 회원으로 활동했다. 1925년 신간회(新幹會)의 창립위원으로 참가하고 참여하여 신간회 재정부장·총무부장 등을 지냈다.
1929년 광주학생운동을 옹호하는 민중대회를 열어 광주학생운동의 배후조종혐의로 한용운 등과 함께 3년형을 언도받고 감옥에 수감되었으며, 3년 동안 옥살이를 하였다. 그 뒤 도산 안창호가 지도하는 흥사단에서 활동하다가 또다시 옥고를 치렀다. 1932년 석방되었으나 이번에는 안창호가 윤봉길 의거 관련자로 지목되어 투옥된다. 그는 안창호의 석방과 보석을 위해 노력하였다. 그는 이광수 등과 국내에 흥사단 지부를 결성하려 했으나 수양동우회 사건으로 실패하고 만다.

#### 일제 강점기 후반

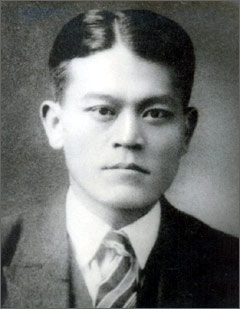
조병옥(1932년)

수양동우회 사건으로 수감된 조병옥 (1938년)

1932년 조만식과 함께 경영난에 시달리는 조선일보 인수운동에 참여하여, 조만식이 사주가 되고 그는 조선일보 전무 겸 영업국 국장이 되었다. 1937년 수양동지회 사건으로 체포되었다.
수양동지회 사건으로 그는 2년간 복역하였다. 1937년부터 1945년까지 보인광업회사를 경영하기도 했다. 그 뒤 3심에서 무죄가 확정되어 1939년 석방되었다.
당시 조병옥의 회고에 의하면
양주에 쌀을 얻으러 서울에서 고무신을 신고 아내와 갔다. 발바닥이 부르텄다. 쌀 두말을 밀가루 푸대에 넣어 가지고 새끼로 묶어 내 등에 지고 다시 서울로 떠났다. 어깨가 아픈 것을 잊기 위해 우리 부부는 '옛날에 금잔디 동산에 메기 같이 앉아서 놀던 곳..."을 합창하며 돌아왔다. 밤 12시에 도착하였다. 집에 와서 셋방 조그만한 문을 열어 보니 아이들은 우리를 기다리다 못해 지쳐서 옹기종기 쪼그리고 자고 있었다. 나의 막내아들 순형이는 잠을 깨어 우리를 보더니 울음을 터뜨리면서 배고프다고 하소연하였다. 그 다음날 살 두말을 오래 목기 위해 우리 부부는 뚝섬으로 무시래기를 얻으러 갔었다.

이후 그는 돈이 없어 여관방과 친구 집 사랑방을 전전했다. 부인 노정면은 삯바느질과 식모살이를 하였다. 출감 후 여러번 사람을 보내 협력을 바라는 조선총독부와 일제의 요구를 일체 거부하였고, 1940년대 이후 창씨개명을 강요당하였으나 창씨개명도 하지 않는 등 조선총독부 통치에 대한 비타협적인 태도로 일관했다. 일제의 압력과 감시가 더욱 심해지자 서울생활을 그만두고 이사, 고향인 천안군 용두리로 내려가 해방이 될 때까지 지냈다.

### 광복 이후

#### 광복 직후 활동

##### 경찰 총수 취임

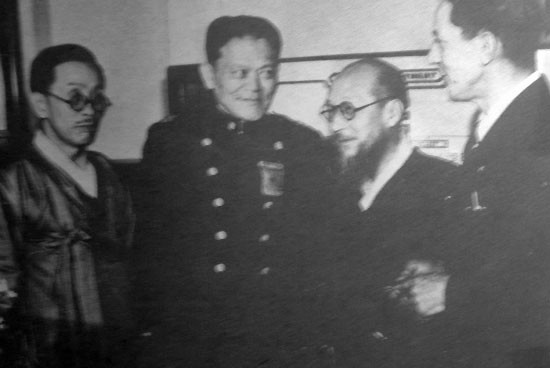
군정청 경무부장 시절 최동오, 김우평, 존 무초 등과 함께

1945년 광복 직후 김성수, 장덕수 등과 한민당을 조직하여 반공, 반탁을 기치로 내걸었다. 이후 미군정하에서 1945년(발령은 1946년 1월 13일이었지만, 이미 1945년 10월부터 그 자리에 내정돼 있었다)부터 1948년까지 미군정청 경무국 국장을 맡아 수도경찰청장 장택상, 검찰총장 이인, 대법원장 김용무와 더불어 좌파 척결을 주도하였다. 반공정신이 강하고 배짱이 두둑해 해방정국 치안을 제대로 유지해 나가는데 적임자라고 보았던 것이다.
경무부장 재직 중 그는 이승만과 하지 사이의 갈등을 중재하였고, 임정의 미군정 전복 계획에 대해 정부 참칭이라며 자제할 것을 촉구하기도 했다. 신익희, 지청천, 이범석과 같이 휘하 청년단체는 없었으나 경찰권을 손에 쥐면서 무력을 동원할 수 있는 몇안되는 정치인이기도 했다. 군정청 경무부장으로 재직하면서 특정 정당을 편들어준다는 이미지를 심어주지 않으려고 일부러 한민당의 일은 기피하였다.
이때 친일파 경찰의 채용이 문제가 되었다. 친일파 경찰의 채용은 경무부장 조병옥과 수도경찰청장 장택상 등에 의해 추진되었다.
장택상과 조병옥은 서로 상대방의 업무능력을 인정하였고, 최능진이나 김규식 등이 군정청 경찰 치안을 공격할 때는 서로를 극구 변호하기도 했다. 그러나 개인적으로는 사이가 별로 좋지 않았다.
그러나 원래부터 장택상과 사이가 나쁘지는 않았다는 진술도 있다. 당시 군정청 경찰에 근무하던 박병배에 의하면 '원래 창랑 선생과 유석 선생은 인간적으로 볼 때 남이 부러울 정도로 더할 나위 없는 다정한 친구였다. 그러나 두 분의 성격상의 차이를 역이용한 일부 부하들의 아첨은 패권 다툼의 양상을 띠어 수십년에 걸친 두 분의 우정을 그대로 두지 않았다.'고 회상하였다.

#### 반탁운동을 반대
신탁통치 반대 회의에 참석한 조병옥은 반탁운동을 반대하였다. 그는 '나는 당시의 국제정세에 비추어 군정단계를 통과하여아만 자유독립을 실현할 것이라 믿고, 임시정부에서의 미군정 협조의 필요성을 역설하면서 군정의 접수, 미군 축출은 부당하다고 생각하였던 것이다.'라고 하였다.?
그러나 그의 건의는 묵살되었고 1945년 12월 30일부터 전국적으로 임정의 지령에 따라 반탁운동이 개시되었다. 조병옥은 바로 경무부 관할 하에 있는 경찰관 및 공무원들은 경솔한 행동을 취하지 말라고 시달하였음에도 불구하고 서울시내 8개구 경찰서장이 총사직을 표명하였다는 보고를 듣고 나는 즉시 파면하였다.

### 하지의 임정요인 추방 사태
임정 주최의 반탁 운동이 극치에 달한 1945년 12월 31일 하오 하지 중장은 조병옥에게 연락관을 보내 사령관실에서 요담할 것을 요청해 왔으므로 즉시 하지를 만나러 갔다. 하지 중장은 말하기를 군정을 접수하려는 임시정부 요인들을 즉시 처치해야 되겠다고 말하면서 그날 저녁 임정 요인 처치에 대한 방송을 하겠다고 조병옥에게 원고 전문을 보여주었다.
| “ | 원래 중경에 있었던 대한민국 임시정부 요인 33명은 한국에 입국할 때 미군정의 법과 질서유지에 복종하겠다는 맹약을 하였음에도 불구하고 신탁통치 반대운동을 빙자하여 미군정을 접수하고 미군들을 축출하려고 획책하고 있었으며 그러한 획책과 군정 접수운동의 여파로써 공공 안녕질서를 유지하기가 불가능하므로 오늘밤 0시를 기하여 인천 소재 전 일본 포로수용소에 수용하였다가 중국으로 추방하겠다. | ” |
|   | — 원고 내용 |   |

조병옥은 즉시 이 원고를 다 읽고 난 뒤 경악하면서 하지중장에게 말하기를 임정 요인들은 우리 민족사에 찬연히 빛나는 3.1 운동 이래 자유독립의 혁혁한 경력을 가진 분으로 민족의 자유전치운동의 봉화를 든 민족운동의 투사이므로 이 애국자들의 국외추방은 미군정에 협조하는 한국인의 민심을 이탈시키는 결과를 초래하는 동시에 미군정은 한국에 있어서 실패로 끝나는 결과를 가져올 것이니 그런 조치는 중지하는 것이 좋겠다고 말했다.
하지 중장은 조병옥의 말을 듣고 있다가 그러면 방송을 중지하겠다고 하였다. 조병옥은 즉석에서 김구와 하지의 면담을 약속받았다. 조병옥은 하지 중장에게 "나에게 김구 주석과 협상할 전권을 맡겨 달라."고 요청하였다. 하지 중장은 이를 쾌히 승낙하였다. 12월 31일 저녁 조병옥은 서대문에 있는 경교장을 방문하여 김구의 숙소를 방문하게 되었다. 조병옥은 김구와 여러 시간 면담하였다. 조병옥은 김구에게 진언하기를
| “ | 주석께서 입국하실 때에 독립군 한 명도 대동하지 못하고 정치자금도 한 푼도 없이 미군정에 협력하겠다고 맹약한 이상 현재의 임정이 계획하고 있는 미군정 접수 운동은 포기하여야 할 것입니다. 지금 북한은 공산주의 치하에 붉은 물이 들어가고 그에 따라 한반도는 전역에 걸쳐 공산주의 철제에 휩쓸려 갈지도 모르는 이 역사적 단계에 있어서 우리 민족은 미군정의 단계를 통과하지 않고는 도저히 자유독립을 완수하지 못할 것이오니 주석께서는 그 점 신중히 심사숙고하시어 한번 하지 장군과 만나 기탄없는 의견을 교환해 보심이 어떻습니까? | ” |

조병옥의 말에 김구는 하지 중장을 만나 보겠다고 수락, 그의 진언을 들어주었다.

##### 임정·우익단체와 미군정 간 중재 활동

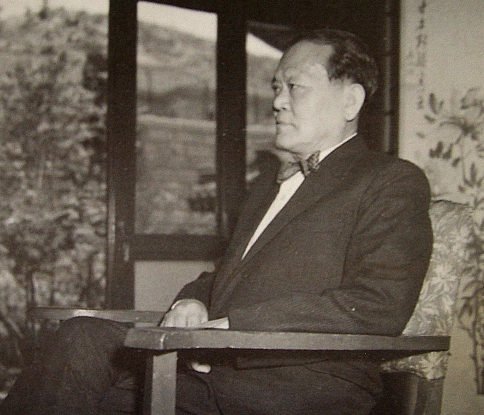
서재에서

1945년 12월말 임시정부의 반탁 쿠테타 시도에 화가 난 군정청 사령관 존 하지는 임시정부 요인들을 강제추방하려 했다. 하지는 12월 31일 0시를 기해 임정 요인들을 인천에 있는 전 일본군의 미군 수용소에 수용했다가 중국으로 추방할 계획을 세웠다. 그러나 군정청 경무부장 조병옥의 설득으로 추방계획은 취소되고 46년 1월 1일 반도호텔의 하지 사무실에서 임시정부측과 군정청 측의 협상을 진행했다.
신탁통치 반대 회의에 참석한 조병옥 역시 반탁운동을 반대하였다. 그는 '나는 당시의 국제정세에 비추어 군정단계를 통과하여아만 자유독립을 실현할 것이라 믿고, 임시정부에서의 미군정 협조의 필요성을 역설하면서 군정의 접수, 미군 축출은 부당하다고 생각하였던 것이다.'라고 하였다.
 그러나 그의 건의는 묵살되었다. 조병옥은 바로 '경무부 관할 하에 있는 경찰관 및 공무원들은 경솔한 행동을 취하지 말라고 시달하였음에도 불구하고 서울시내 8개구 경찰서장이 총사직을 표명하였다는 보고를 듣고 나는 즉시 파면하였다.'
이후 일제 강점기의 경찰 실무진을 채용하여 논란이 되기도 했다. 조병옥과 장택상의 친일경찰 채용 소신이 드러난 것은 1946년 1월에 있었던 서울시내 8서장 임명이었다. 서울시내 8개 경찰서의 서장으로 새로이 임명된 이들은 모두 전직 일제 경찰관들이었다. 경무국장으로 그는 국립경찰 조직을 구성한다. 도에는 경찰청을, 시와 군에는 경찰서를, 동과 면에는 지서를 2개를 두게 하여 경찰조직의 계통을 작성하였고 경찰전문학교를 청설해 경찰 간부들을 길러내기 시작했다. 그의 제안은 미군정청에 즉시 수용되었고, 영어를 잘하는 점 역시 그의 아이디어의 채택에 도움이 됐다. 이후 국립경찰의 전체 병력을 2만5천 명 규모로 확대하였다.
1947년 우익단체의 행동이 민족적 애국단체의 공동방위적 입장에서 출발한 행동이라는 담화를 발표했다. 미군정청 군정장관 러치가 서북청년회 등 열렬한 반공 우익단체를 해체를 지시했지만 조병옥과 미군정청 한인 부처장들은 서청과 같은 열렬한 반공우익단체를 해체시켜서는 안 된다고 주장해 실행되지 않았다.

#### 친일 경찰 채용 파동
1946년 10월 대구 10월 사태의 조속한 수습과 좌우합작파들을 입법위원회로 끌어들이기 위해 미군정청은 조미공동위원회를 구성했다. 조미공동회담은 10월 23일부터 회담을 개시하여 12월 10일까지 총 27회의 회담을 개최하였다. 총 회의시간 84시간 중 75시간이 경찰 문제에 초점이 맞추어졌다. 조병옥은 조미공동위원회에 출석하여 친일경찰의 채용원인을 진술하였다. 친일경찰을 등용하여 민심이 이탈하여 대구사태가 발생한 것은 알고 있으나 그는 친일은 두가지로 구분되어야 한다고 주장하였다. 하나는 직업적인 친일이고 다른 하나는 가족과 생명을 보호하기 위한 연명책으로 구별해서 다루어야 된다는 것이었다.
한편 조미공동위원회에 출석한 수사국장 최능진은 반박성명을 내고 국립경찰을 북한에서 공산주의자들에 의하여 축출된 부패한 경찰관들을 포함해서 일본의 훈련을 받은 경찰과 반역자들의 피난처라며 반박하였다. 12월 2일 조병옥은 조미공동위원회에서 자신을 비방한 최능진에게 국립경찰의 협화와 명령계통의 확보에 유해하기 때문이라는 이유를 들어 사직을 요구하였다. 최능진은 사직한 뒤 조병옥을 비난하는 공개서한을 발표했다.
최능진은 공개서한에서 조병옥은 민족운동자를 잡아주던 사람을 고관대작에 채용하고 순수한 독립운동자를 무경험자라고 배척한 사람이라 비판하고 해방전의 조병옥으로 돌아가라고 촉구했다. 장택상이 조병옥의 편을 들어 최능진을 비난하는 성명을 내자 최능진은 12월 13일 이에 답하는 성명을 냈다. 성명에서 일제 주구가 일조일석에 애국자가 되어 민중 지휘자는 될 수 없으므로 간부급에서 이들을 제거하고 하부 진영에만 경찰기술자들을 존치시켜 민주경찰진을 강화하고자 하였으나 조병옥은 끝내 나와 의견이 대립되었다. 지금의 경찰은 친일경찰이 아니고 무엇일까 하며 한탄하였다. 46년 11월 29일 조미공동위원회는 하지에게 경찰개혁의 방안을 제시한 보고서를 제출하였는데, 보고서에는 경찰에 대한 원한과 군정청 내 친일파의 잔류 문제를 거론하면서 경무부장 조병옥에 대한 인책 파면을 요구하였다. 그러나 군정청은 조병옥의 파면 요구를 거부하였다.

#### 중도파, 좌파와의 갈등
대구 10월 사태 직후 대구폭동의 원인이 친일파 경찰을 등용한 것이라는 중간파들의 비판 후 조병옥은 일제시대의 경찰관 실무 등용을 두고 군정청에서 비판 여론이 나오자 청문회에 참석한 군정청 고위 관료들과 그 가족 측근들의 친일 전력을 비판하면서 김규식의 아들의 일본군 복무 경력을 지적하였다. 조병옥은 김규식에게 '일제때 상해에서 일본의 해군 스파이로 8년간 활약한 책임을 어떻게 하려고 하십니까?'라며 아들의 일본 해군 복무에 대한 의혹을 제기하였다.
| “ | 선생님은 내가 1년 동안 배재전문학교에서 배운 까닭에 사제지간입니다. 그리고 선생은 학식이 풍부하고 인격이 고매한 분으로 저는 중경의 임정 요인들 가운데서 박사님을 가장 존경하였으며 국제정세에 해박한 분이라 가장 촉망이 많았던 것입니다. 그런데 선생이 해방 이후 귀국해서 정치활동을 하는 것을 볼 것 같으면 좌도 아니고 우도 아닌 중간 노선을 걷는다고 하여 한국민의 노선을 애매하게 하고 혼란을 일으키게 만들고 있습니다. 따라서 선생의 자제자신(子弟自信)은 일제시대에 무엇을 하였습니까? 일제때 상해에서 일본의 해군 스파이로 8년간 활약한 책임을 어떻게 하려고 하십니까? 애국자요 영도자를 자처하고 계시는 서생이 이런 모순된 생활태도를 가지고 있었거늘 하물며 나와 다른 많은 한국의 보통 범부들이 어찌 태평양 전쟁이 미리 일어날 줄로 알고 일제 협력을 용감히 거부할 수가 있었을 것이며 또 나 자신은 항일투쟁을 한 일원이지만 역시 범부인지라 내 자식의 운명을 내 운명과똑같이 할 수가 없어서 일본 동경에 있는 경응대학(게이오기주쿠 대학)에 유학시킨 일도 있습니다. 그러나 학병에는 단연코 거부하는 태도를 취하였던 것입니다. 이러한 나이면서도 경무부의 인사방침은, 고의로 자기의 영달을 위하여 민족운동을 방해하였거나 민족운동자를 살해한 자 이외에는 일반경찰에 전직경험이 있는 경찰관 출신자들을 Pro Job(프로 잡, 전문 직업인)으로 인정하고 국립경찰관으로 등용하였던 것입니다. | ” |

한편 김규식은 이에 대한 별다른 대답이 없었다고 한다. 그는 '원래 경무부장 조병옥 박사는 내가 가르친 사람이요. 그리고 미국에 가서 박사학위까지 받은 훌륭한 학자로서 지식이 풍부하고 인격과 덕망이 있는 사람이며 주마가편격(走馬加鞭格)으로 군정 행정에 있어서 더 잘 해달라고 부탁할 따름입니다. 그리고 더 이야기할 것이 없습니다.' 하고는 퇴장하였다 한다. 결국 친일경찰 채용 파문은 불문율에 붙여졌다. 그러나 조병옥과 중도파, 좌파와의 갈등은 격화되었다.
1947년 5월말 장택상과 함께 우익 진영이 미소공위 파탄을 위해 관련자 암살을 계획중이며 첫 대상자로 꼽힌 인물은 여운형과 김규식, 허헌이었다고 보고하였다. 조병옥은 김석황 등 임정 계열이 이들 외에 미소공위 소련 측 대표를 암살하고 조병옥·장택상의 암살 계획도 꾸미고 있다고 주장했다.

#### 정부 수립 직전

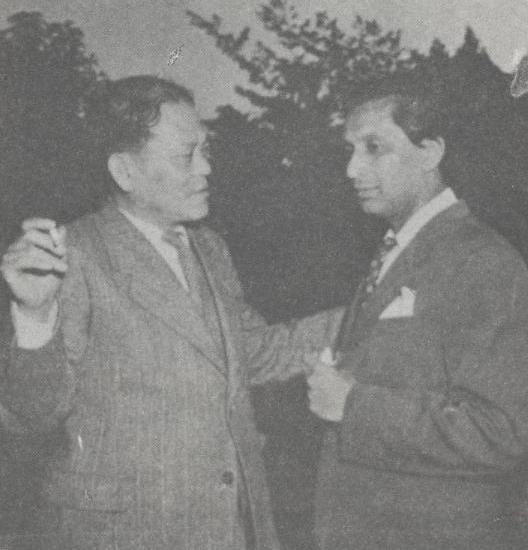
UN 한국위원단 대표 바비돌 싱과 면담중인 조병옥 (1948년 4월)

그는 이승만의 단독정부 수립에 지지하여, 김규식을 옹립하려는 미 군정 사령장관 하지의 의견에 반대, 장택상과 함께 이승만을 지지하였다. 1948년 1월 14일 유엔 한국 위원회(UN Commission on Korea)가 한국에 도착하자, 서울 운동장에서 열린 유엔 대표 환영식에 참석하여 축사를 발표하였다.
1948년 6월 22일 대한민국경찰관 추도식 초청장을 서재필, 뮤리엘 등에게 보냈다. 6월 25일 오전 10시 1947년 1월 1일~1948년 1월 1일의 기간동안 순직한 대한민국경찰관 추도식을 주관하였다. 조병옥은 해방 이후 이승만을 줄곧 지지해왔다. 그러나 이승만은 그의 성격을 부담스럽게 여기고 외교관으로 외국으로만 돌게 하려 하였다.
3월 조병옥은 배재전문학당 수사학, 영어 과목 은사였던 김규식을 찾아가 남북협상은 무리수이며 정치생명을 끊는 자해행위라며 북행길을 만류하였다. 대한민국 임시정부 요인에 대해 부정적이었지만 그는 김규식에게는 애증이 교차하는 묘한 태도를 보여왔다. 그는 3월부터 4월 4일까지 계속 삼청장에 전화하여 같은 내용을 반복하였으나 김규식은 결국 북행길에 오르게 된다.
1948년 4월 김규식이 남북협상에 참여하려 할 때 주변에서는 그에게 북한에 가지 말 것을 여러번 권고하였다. 남북협상이 정치적 자살 행위임을 김규식은 잘 알고 있었다. 조병옥은 '남북협상을 한다고 하더라도 결국은 하등의 결론도 못 얻고 그대로 돌아올 것이라고 확신하였다.' 그래서 조병옥은 김규식을 찾아가 북한에 가지 말 것을 설득하였다. 조병옥은 김규식을 방문하여 3시간 동안 면담하면서 현존 국제정세 하에 있어서 공산주의자들과 독립정부 수립을 협상한다는 것은 무익한 일이며 협상을 하기 위하여 북행을 한다고 하더라도 그것은 허행(虛行)이 될 뿐만 아니라 마침내는 정치적 자살을 하게 될 것이라고 하였다. 김규식도 그의 의견을 존중히 여기고 북행하지 않을 것을 말하였던 것이다. 그러나 4월 14일 문화예술인 108명의 남북협상 지지성명과 일부의 북행 종용으로 결국 김규식은 북행하고 만다. 조병옥은 이를 두고 김규식 박사는 그의 가정환경과 민족자주연맹의 중간파 간부들의 책동과 열원에 의지하여 불행하게도 이북의 땅을 밟게 되었던 것이라 며 안타까워하였다.
7월 22일 이승만이 대한민국 국회의 간접선거에 의해 초대 대통령에 선출되었다. 조병옥은 이승만에게 문교부 장관직을 제의받았으나, "나는 사생활에 있어서 일반 민중에게 좋지 못한 비난을 받고 있는 처지이므로 기타의 장관을 알 수 있으나 청년학도들의 사표가 되는 문교부 장관은 할 수 없다."라며 거절한다. 내심 내무장관이나 국방장관을 원했다. 그러나 이승만은 조병옥에게 문교부나 외무부를 택하게 했다. 자신의 희망이 받아들여지지 않자 그는 이승만에게 남침위협과 그에 대비한 군사원조의 필요성을 주장하고 미국에 특사로 파견해 줄 것을 요청했다.

### 정부 수립 이후

#### 건국과 정치활동

1948년 12월 파리 UN총회에 파견된 대한민국 정부 대표단. 맨 앞줄 왼쪽이 조병옥, 가운데는 대표단장 장면, 왼쪽은 장기영, 뒷줄은 왼쪽부터 정일형, 모윤숙, 김활란, 성명 미상, 김우평

1948년 12월, 파리 샤오궁에서 열린 제3차 유엔 임시총회에서 총회 결과가 다가오자 초조한 모습을 보이고 있는 대한민국 정부 대표단. 앞줄 왼쪽부터 시계방향으로 남궁염, 한사람 건너 모윤숙, 조병옥, 장면.

1948년 8월 15일, 대한민국 정부 수립 후, 제3차 국제 연합 총회(1948년 12월 7일~ 12월 12일, 프랑스 파리)에 한국 대표단에, 대한민국에 대한 국제 연합의 승인을 위한 홍보사절로서 장면(단장), 장기영, 김활란, 정일형, 전규홍, 김우평, 김준구, 모윤숙과 함께 참석하였다.
1949년 제4차 국제 연합 총회에서는 조병옥이 한국 대표단 단장으로서, 장면과 함께 참석하였다. 1949년 2월 10일 한국민주당과 대한국민당의 신익희, 지청천 계열이 통합하여 민주국민당을 창당, 결성할 때 참여하였다.
1949년 3월 24일, 딘 애치슨을 만나고 나온 조병옥 특사는 미국 기자들에게 한국에 대한 미국의 군사원조가 절실하다는 점을 이같이 설명했다.: "우리는 한명의 미국군인도 요구하지 않는다. 전투가 필요하게 되면 우리 자신이 하겠다. 그러나 우리는 20만명의 병력을 갖고있는 북한공산주의자들보다 모든 면에서 열세를 면치 못하고 있다. 우리가 원하는 것은 공산주의침략을 막을 수 있는 물질적인 원조뿐이다." 3월 조병옥은 뉴욕타임스에 방문하여 '만약 미국의 대한 군사원조가 없다면 한국은 공산화 된다.'는 요지의 연설을 하였다.
48년 8월 10일 내무부 장관 윤치영은 경찰기구 재편에 대한 담화를 발표하였다.
완전한 조직이 될 때까지는 당분간 현재의 기구와 인원을 그대로 쓰겠으나 앞으로는 지방관구경찰청제는 없애고 서울 안에는 경시총감부(가칭)같은 것을 두어 인천 개성 서울을 포함한 경기도 일원의 강력 치안확보에 대비하고자 한다. 그밖에 방금 훈련중에 있는 특무기관 정예들의 활동에 의하여 범죄의 과학적인 수사의 미연방지에 이바지하려고 하고 있다.

이후 내무장관 윤치영은 경찰권을 장악하려고 했으나 윤치영의 바람과는 달리 경찰 중앙집중화는 실현되지 못하였고, 중앙경찰청 산하 지방경찰청 체제로 정착되었다.
윤치영이 경찰을 장악하려 하자 이미 경찰권을 장악한 장택상, 조병옥 등은 반발했고, 수시로 갈등, 마찰하는 원인이 된다. 윤치영이 일제강점기 당시 경찰관으로 있던 자들을 등용했다며 경찰청을 공격하자, 조병옥은 Pro-job과 Pro-jap은 구별해야 된다는 논리로 맞섰다. 내각 조각 때부터 윤치영과 알력을 빚던 장택상은 조병옥의 손을 들어주었고, 내무부의 경찰권 장악은 실패로 돌아간다. 1948년 10월 9일 여순 사건이 발생하자 그는 이범석의 강경 진압론에 동조하였다.

#### 야당화
이후 그는 이승만 내각의 반한민당 정책에 반발하기 시작한다. 1949년 김규식, 신익희, 안재홍, 윤치영, 조소앙 등을 중심으로 민족진영강화추진위원회가 추진되자 그는 잡동사니가 모인 이해단체라며 부정적인 시각을 드러낸다.
1950년 5월초 고향 천안을 후배에게 양보하고 서울 성북구에서 출마하게 된다.
1950년 5월 30일에 치러진 국회의원 선거에서 성북구 지역에 출마하여 남북협상파 정치인 조소앙과 맞붙었다. 이 선거는 조병옥이 경찰 들을 동원하여 조소앙측 선거운동원 83명을 경찰서에 구금하는등 경찰을 동원한 압력과 테러 행위들을 서슴지 않았다. 그리고 선거 전날인 5월 29일에는 "조소앙이 공산당의 정치자금을 받아쓴 것이 탄로나 투표일을 하루 앞두고 월북했다."라는등 근거도 없는 사실무근의 벽보와 전단을 성북구 일대에 뿌렸으나 선거 결과 조소앙에게 상당히 크게 패하고 낙선했다.

#### 한국 전쟁 전후

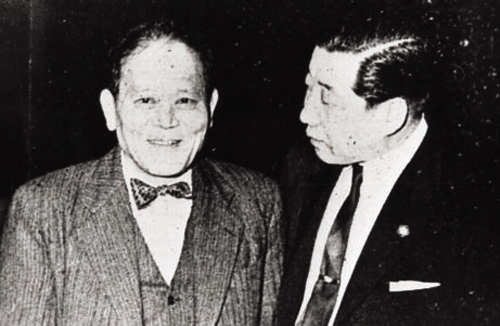
1952년 김두한과 함께

1950년 제2대 대통령 당시 그는 민주국민당의 사무총장으로 대통령 선거 관련 업무를 담당하고 있었다. 그러다 발췌개헌에 따른 정·부통령 직접선거 실시 공고가 나오자 당수였던 신익희와는 아무 상의 없이 스스로를 부통령 후보로 등록하였다. 한편으로 한민당부터 줄곧 함께 해온 일파는 그를 적극 지지하였다. 그러나 이 일로 같은 구파인 신익희와의 관계는 틀어지게 된다. 5월의 선거에 부통령 후보자로 입후보했으나 낙마했고, 6월 25일 한국 전쟁이 발생하자 그는 가족들을 피신시킨 뒤 바로 대전으로 내려갔다. 이후 피난가는 정부를 따라 대구와 부산으로 함께 이동하였다.
1950년 7월 내무부 장관에 임명된다. 내무장관 재직 시 대구 철수 방침을 시달한 워커 미8군사령관을 설득해 대구 철수를 보류시켜 낙동강 전선을 방어하도록 계획을 수정하게 한다. 그러나 조병옥은 1951년 5월 거창양민학살사건에 책임을 지고 신성모 국방장관, 김준연 법무장관과 함께 내무장관직에서 물러난다. 이는 거창 사건과 국민방위군 사건에 책임을 지지 않으려는 신성모를 규탄하는 과정에서 이승만의 노여움을 사서 사표쓰라는 제의를 받게 된다. 조병옥은 물러나면서 거창 사건과 국민방위군 아사의 책임자로 신성모를 지목하고 사직서를 제출했고 이승만은 개각을 단행한다.
1951년 6월부터 1952년 9월까지 제16대 대한체육회 회장과 제5대 대한올림픽위원회 위원장을 역임했다. 1953년 내무부 장관이 되었다. 1954년 5월 대구에서 제3대 민의원의원 선거에 입후보, 출마하여 당선되었다. 당시 내무부장관으로 재직하면서 대구 방위전선에 진두지휘를 담당해 이 지역을 사수하는 데 크게 기여했다. 이후 이승만과의 의견 충돌로 장관직을 사임하게 되었다.

#### 뉴델리 밀사 사건 전후
1953년 10월 민주국민당 대표 신익희가 영국 여왕 엘리자베스 2세의 대관식에 참석하고 인도 뉴델리를 순방하던 중, 북조선의 조소앙을 만나 영세중립화 음모를 꾀했다는 의혹이 제기되었다. 신익희는 1953년 5월 김동성과 함께 대한민국 대표로 영국 여왕 엘리자베스 2세의 대관식에 참석하고 돌아왔다. 그가 귀국했을 때 인도에서 조소앙과 만났다는 의혹이 제기되었다. 이는 민주국민당 소속 함상훈의 성명서에 의해 공개되었다. 함상훈은 민주국민당의 선전부장이었다.(조소앙은 당시 월북해있던 상태였다.)
이와 같은 폭탄적인 성명은 민주국민당에 의해서 적극적으로 부정되고, 내무장관 백한성은 함상훈을 불러 의혹을 고한 사람을 추궁하였으나 함상훈은 의혹을 제보한 사람을 구체적으로 명시하지 못했다. 그러나 조병옥은 함상훈의 의견에 동조하며 신익희를 의심하였다. 대한민국 국회 진상조사단의 조사 결과 신익희와 조소앙이 만났다는 구체적인 증거자료가 제시되지 못하자 결국함상훈은 당에서 제명조치되었다. 조병옥과 김준연 등은 함상훈을 두둔했으나 출당을 막지는 못했다.
그러나 조병옥은 계속 신익희를 의심하였다. 이듬해인 1954년 3월 16일 조병옥은 신익희와 최두선을 제외한 민주국민당의 간부들을 소집했다. 그리고 그는 신익희가 만났다고 확신하였다. 당초 영국을 방문하고 3월 16일에 돌아온 최두선 역시 초청하였으나 최두선은 피로를 이유로 거절했다.
1954년 3월 16일 당시 동아일보사 사장 최두선은 영국시찰을 마치고 돌아왔다. 조병옥은 이날 저녁 민국당 간부들을 소집했다. 그날 저녁 조병옥의 집에서 민주국민당 간부급 사람들이 많이 모였다. 6.25 전쟁 중 부산에 있을 때에도 이 무렵 조병옥의 집에 모여 회식 을 의례적으로 하였다.54년 3월 16일에도 회식을 하였다. 김준연은 최두선에게도 같이 가자고 했으나 피로하다고 사절하였다. 조병옥은 서랍에서 한 장의 도표를 꺼내서 설명하며 말하기를 신익희가 틀림없이 만났다고 하였다.
| “ | 내 판단에 의하면 신익희씨가 인도 뉴델리에서 조소앙을 만난 것이 틀림 없다고 생각된다. | ” |

조병옥은 신익희를 의심했고, 김준연은 그에게 '잘 알아봐야겠다'며 응수했다. 그 자리에는 신각휴(申珏休), 송필만(宋必滿) 등도 있었다. 민주국민당 내에서는 함상훈이 누군가의 사주를 받은 것이라고 판단했지만 조병옥 역시 신익희가 뉴델리에서 조소앙을 만났다고 확신하자 아무도 이 문제에 이의를 제기하지 않았다.

#### 호헌동지회와 민주당
1954년 이승만 정권과 결별하고, 범야 신당 창당 준비조직인 호헌동지회 창설에 참여하였다. 이때 그는 곽상훈, 김도연, 김준연, 장면, 박순천 등과 함께 조봉암의 신당 참여에 반대하였다. 조봉암의 신당참여를 강하게 반대하였고, 장택상, 서상일, 박기출, 김성수 등의 찬성에도 불구하고 조봉암의 참여는 무산되었다.

#### 재야 정치인

1956년 7월 27일 7.27 시위에서 앞줄이 김두한 뒤측 왼편 반쯤 가려진 인물이 조병옥

1955년부터 그는 곽상훈, 장면, 정일형 등과 대성빌딩에서 민주당 창당 준비 회의를 하였다. 1955년에는 민주당을 조직하여 최고위원이 되고 1955년 민주당 최고위원에 선출되었다. 1956년 3월 대선 직전 신익희의 급서로 당 대표최고위원직을 맡았다. 7월 27일 자유당의 선거 방해와 금권 정치에 항의하는 집회에 참석했다.
1956년 8월 자유당의 선거방해에 항의하여 윤보선, 김도연, 현석호, 양일동 등과 서울 태평로에서 연좌시위를 벌였다. 1958년 제4대 민의원의원 선거에 서울 성동을에 출마하여 당선되었다. 당시 민주당은 구파와 신파로 나뉘어 있었다. 조병옥은 신익희·유진산·김도연·윤보선·김영삼 등과 함께 민주당 구파로 활동했고 구파의 리더로 활동하였다.
1956년 민주당 정부통령 후보자 경선에서 대통령 후보로 구파의 신익희(申翼熙), 부통령 후보로 신파의 장면(張勉)이 낙점되었다. 5.15 제3대 정부통령선거에서 신파인 장면은 민주당 구파(구 한민당 계열)에서 지지하는 김도연을 누르고 부통령후보자로 지명되었다. 민주당 구파의 반발이 있었으나 구파인 조병옥이 같은 구파라고 김도연을 지지하지 않고 중립적인 태도를 보였기 때문에, 그는 무난히 부통령후보로 낙점될 수 있었다.
56년 10월 13일 배재학원 운동장에서 열린 제1차 여야 민의원의원 친선 야구대회를 참관하였다.
1957년 장택상의 초대를 받고, 장택상의 경기도 시흥 별장에서 이기붕과 여야 영수회담을 하였다.

### 만년

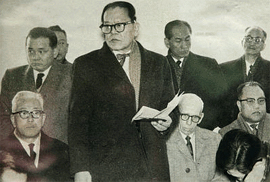
1960년 1월 출국 직전 인터뷰

1958년 10월 열린 민주당 경남도당대회에서는 괴한이 난입하는 등 신·구파간 갈등이 폭력으로 대응하면서 유혈극을 빚게 되었다. 이 사건은 당 중앙당까지 비화되어 신파측 최고위원인 곽상훈, 박순천은 도의적 책임을 지고 사퇴하였고 조병옥도 대통령 후보 경쟁포기를 선언한 뒤 자취를 감추었다.
1959년 2월 일본의 재일교포 북송반대 전국민 궐기대회에 참석하였다.
1959년 11월 26일 민주당 정·부통령 선거 지명대회 표결결과 총투표자 966명 중 조병옥 484표, 장면 481표, 기권 1표로 조병옥이 3표차로 승리하여 대통령 후보가 되었다. 이날 대회는 또 장면을 부통령 후보로 선출했다. 1959년말 조병옥은 민주당 대선후보로 선출되어 후보등록을 마쳤다. 그러나 조병옥은 갑자기 질병이 생기게 되었다. 1960년 제4대 대통령 선거에 출마하였으나 신병으로 도미하여 미국 월터리드 육군의료센터에 입원한 지 23일 만에 선거를 불과 며칠 남겨두지 않고 신병으로 세상을 떠났다. 그러나 이 선거에서 이승만이 이끄는 자유당이 선거 당일인 3월 15일에 부정선거를 저질러 4.19 혁명을 불러일으켰다.
야당지도자 시절 여당과의 협상에서 "빈대를 잡기 위해 초가삼간(草家三間)을 태울 수 없다"는 기본적인 자세를 견지, 야당내에서 일부 반발을 사기도 했으나, 협상과 타협이 민주주의의 기본 원칙이라는 태도를 조금도 누그러뜨리지 않았다 고 한다.

### 사후

조병옥 박사의 국민장 (1960년 2월 25일)

시신은 비행기 편으로 대한민국에 운구되었고, 1960년 2월 25일 장례식은 국민장(國民葬)으로 거행되었으며 운구행렬은 시가행진과 서울운동장을 들러서 서울특별시 성북구 수유동(뒤에 도봉구를 거쳐 강북구에 편입)에 안장되었다.
1962년 3월 1일 건국공로훈장 단장(뒤에 독립장으로 개정)이 추서되었다. 후에 생가가 복원되었고, 기념비를 세웠다.
2008년 8월 학술지 ‘한국사 시민강좌’ 하반기호(43호)에서 대한민국 건국 60주년 특집 ‘대한민국을 세운 사람들’ 을 선발, 건국의 기초를 다진 32명을 선정할 때 정치 부문의 한사람으로 선정되었다.

## 상세한 연보
- 1946년 12월 2일 조미공동위원회에서 자신을 비방한 최능진에게 국립경찰의 협화와 명령계통의 확보에 유해하기 때문이라는 이유를 들어 사직을 요구함.
- 1947년 7월 7일 우익에 의한 테러 사건이 민족적 애국단체의 공동방위적 입장에서 출발한 행동이라는 담화 발표.
- 1948년 4월, 5·10선거를 앞두고 선전과 동원을 위해 경찰보조대인 향토보위단(약칭: 향보단)을 백만명 규모로 조직하였다.
- 1948년 5월 5일, 군정장관 윌리엄 F. 딘의 주도로, 민정장관 안재홍, 경무부장 조병옥, 경비대사령관 준장 송호성 등이 제주를 방문해 제주 4.3항쟁에 대한 비밀회의를 가졌다.
- 1948년 9월 1일 대통령 특사 단장으로 17개 자유우방국에 파견되어 대한민국 정부 승인을 요청하였다.
- 1953년 이승만이 반공 포로를 일방적으로 석방하자 조병옥은 이승만이 유엔 정책에 반하는 지나친 행동을 했으며 외교상의 큰 손실을 가져올 것이라고 평가했다. 이 발언이 널리 알려지면서 조병옥을 규탄하는 벽보가 나붙었다. 조병옥은 급기야 심야에 테러까지 당했다. 그는 쇠뭉치로 머리를 맞아 실신했다. 조병옥은 응급 치료를 받은 뒤 수원으로 피신했으나 6월 25일에 연행되어 서대문 육군형무소에 수감되었다. 약 한 달만인 7월 20일 풀려나긴 했지만 치료를 제대로 받지 못함으로써 기억력을 거의 상실해 한때 폐인이 될 위기마저 겪었다.[54]

## 흡연관
조병옥은 27세에 담배를 처음 피워 사망 직전까지 흡연하였다. 그러나 그는 감기나 호흡기 질환에는 잘 걸리지 않았다. 그는 애연가이기도 했다. 조병옥은 '담배를 피기 시작한 이후부터, 나는 무슨 죄악감을 느끼게 되었으며, 그것이 내가 기독교 신자라는 잠재의식에서 빚어지는 심리적 작용일 것이라고 생각하게 되었으나, 한 번 피우기 시작한 담배를 끊는 것은 퍽 힘든 일이라 생각하였다.
고요한 달밤에 밤늦게까지 공부하다가, 한 대 피우는 담배 맛이란 정말로 진미일 뿐만 아니라 재떨이에 놓은 담배연기가 한 원을 그리며 천장으로 올라가는 것을 멀끔히 바라보고 있노라면, 마치 깊은 산중의 절간에서 불공을 드리다가 스님(僧)이 무슨 무아지경에 도달한 감을 주는 것 같이 생각되었던 것이다. 이것이 나의 담배 철학일는지는 모르나 그렇다고 해서, 내가 담배 예찬자는 결코 아니다. 즉 담배는 사람에게 해는 될지언정 이로운 것이 못되는 까닭이다 라고 생각하기 때문이다. 그러나 나는 적적할 때, 심심할 때, 무슨 생각이 머리에 잘 떠오르지 않을 때, 으레 습관화되어 담배를 피우게 되는 것이다.
그는 담배의 묘미와 함께 기독교인인데 교리를 어기지는 않나 하는 생각 사이에서 갈등하였다. 그는 27세에 담배를 피우기 시작하여 조병옥은 달밝은 밤에 발코니나 베란다에 나와서 달을 바라보며 담배를 피우는 것을 평생의 낙으로 삼았다. 그는 평생 애연가가 되었다.

## 평가

### 긍정적 평가
해방 이후 정부수립에 대한 공로와 내분 수습, 민주주의 확립에 기여했다는 평가가 있다. 그는 자신이 생각하고 믿는 바를 거리낌없이 말하고 행동하는 성격이었다. 또한 남에게 굽히거나 아첨하는 성격이 아니었다. 노련한 협상가로 능력을 발휘하였다는 점이 높이 평가되기도 한다.

### 부정적 평가
미군정 당시 친일파 경찰을 채용한 점에서 최능진으로부터 비판을 받아왔고, 제주 4·3 사건 당시 경찰부분 지휘와 과잉진압에 관련된 것도 비판받고 있다.
좌파 및 중도파 세력으로부터 "미군정의 앞잡이"라는 비난을 받았고, 민주당 신파와 자유당으로부터는 "주색풍류객이 대통령이 되어서는 안 된다"는 공격을 받았다. 공공연히 주색에 빠졌다는 비판을 노골적으로 들으면서도 그는 태연히 웃었다 한다.
해방 후 장택상과 더불어 친일경찰들을 재등용한데에 크게 기여하였다.

## 기타

### 전시체제기 활동 논란

#### 친일 의혹
2003년 12월 김희선이 그를 친일파, 앞잡이 등 원색적으로 비난했다가 파문이 일기도 했다. 조병옥기념사업회에서는 사과를 요구하였으며. 친일파설의 반박 자료로 1929년 광주학생운동의 배후조종혐의로 옥중수감된 사진을 공개했다. 사태는 김희선 국회의원의 사과로 종결되었다.
문학평론가 임중빈씨는 〈한겨레〉 2001년 3월26일치에 ‘조병옥과 친일, 조순형과 조선일보 관계의 원류’라는 글에서, 그 일주일 전에 실린 신경림 시인의 칼럼 중 “개인적으로 친일행각이 별로 보이지 않는 조병옥을 범친일파로 분류하는 것은 심하지 않은가 하는 반발도 만만치 않을 것”이라는 대목에 대해 반박하였다. 임중빈은 기고에서 “1941년 8월25일 삼천리사 주최 임전대책협의회에서 죽음으로써 일본에 보답한다는 각계 명사 120명의 결의 아래 친일 거두들과 자리를 함께한 조병옥은 자못 비장한 어조의 소신발언으로 부민관 중강당을 제압했다”고 주장했다. 다음은 조병옥이 했다는 발언의 일부다. “우리는 오늘 제국의 신민으로서 이 마당에 모였습니다. … 조선민중은 아무 요구도 없이 무조건으로 협동하여 전승해서 동아공영권 건설에 매진함으로써 위정자에게 안심을 줄 것입니다.” 라 하였다.
반면, 조병옥이 자신의 친일(비호) 의혹에 대해 생전에 직접 해명한 기록도 남아 있다. 그는 자신의 저서 〈나의 회고록〉(민교사, 1959)이라는 책에서 1946년 3월6일 〈대구시보〉와의 인터뷰 내용을 술회했다.

#### 반론
신중론으로는 2000년 8월 〈죽은 자들을 위한 변호-21세기의 친일문제〉라는 책을 펴낸 소설가 복거일의 주장으로 “이번 논란은 ‘친일파 단죄’의 단순논리의 위험성을 드러낸 것”이라고 주장했다. 그는 “유석의 민족주의 운동에 대해서는 상식 수준에서 알고 있으며, 고향(충남 아산) 어르신들로부터 유석이 천안·아산 지역에 꾸린 민족운동 조직의 활동에 대한 말을 들은 적이 있으나 친일 의혹에 대해서는 잘 모른다”고 밝혔다. 그는 "친일파 문제를 자기 주장에 이용하는 사람들이 많고 객관적으로 다루기도 쉽지 않다. 예컨대, 반민특위 재판에서 무죄로 나온 사람들에 대해서도 계속 친일파 명단에 올려놓고 물고 늘어지는 것은 옳지 않다”며 “이제는 역사학의 영역에 맡기고 그 연구 결과와 평가를 존중하는 게 바람직하다"고 말했다. 2001년 3월 민족문제연구소의 한 관계자는 "친일 여부를 평가하는 엄격한 기준이 만들어진 이후 공청회 등을 거쳐 '친일인명사전'을 발간할 계획"이라 하였고 "조병옥 박사의 경우도 몇가지 친일행적이 있지만 지금 단계에서 ‘친일파’ 여부에 대한 단정적 평가를 내리기는 이르다"며 조심스런 반응을 보였다.
친일파 논란은 끊이지 않고 있다. 2005년 9월 30일 동국대학교 교수 강정구가 서울대학교에서 열린 ‘민주화를 위한 전국교수협의회’ 주최 토론회에서 "한·미동맹이 없었다면 친일파 후예들이 정치사에 발붙일 수 없었다"고 하였다. 그리고 친일파후예의 대표적 사례로 조 전 대표와 박관용(朴寬用) 전 국회의장, 한나라당 박근혜(朴槿惠) 대표, 열린우리당 신기남(辛基南) 의원 등을 언급했다.
조병옥 등이 친일파로 언급되자, 2005년 10월 16일 조병옥의 아들 조순형은 사회학자 강정구를 상대로 부친인 유석 조병옥(維石 趙炳玉) 박사를 친일파로 거론한 동국대 강정구 교수를 사자(死者) 명예훼손 등의 혐의로 서울중앙지검에 고소하겠다고 언론에 발표, '조병옥 선생 기념사업회'와 함께 17일 제출할 고소장에서 "고 조병옥 박사는 일제강점기에 광주학생 항일운동과 흥사단 사건 등으로 5년여의 옥고를 치러 건국훈장 독립장을 받았다"며 "강 교수의 허위 발언으로 그의 명예를 훼손했다"고 언론에 발표했다. 민족문제연구소 측 입장에 따르면, '친일파로 분류되는 기준은 자발성과 적극성을 평가했고, 반복·지속성 여부도 참조한다'는 원칙을 고수하고 있다. 조병옥이 전시체제기 활동 의혹을 받는 지적은 임전대책협의회에서 1차례 참여해 강연했다는 것 정도인데, 그런 1~2건 정도로 지적하기는 지나친 지적이다. 따라서, 이러한 의혹과 논란은 객관적 사실 여부따지기보다 정치적인 측면에서 제기되는 성격이 강하다.

### 4·3 사건 진압회의 관련 주범
5월 5일 미군정청 군정장관 겸 주한미군 부사령관 윌리엄 F. 딘, 민정장관 안재홍, 경비대 총사령관 송호성 준장, 경무부장 조병옥, 제주도 군정장관 맨스필드 대령 등이 비행기편으로 제주도에 착륙했다. 5일 오전 12시부터 4·3 사건의 해결을 놓고 제주중학교 미군정청 회의실에서 열렸다. 참석자는 미군정장관 딘 장군, 민정장관 안재홍, 경비대 총사령관 송호성 준장, 경무부장 조병옥, 제주도 군정장관 맨스필드 대령, 제주도지사 유해진, 경비대 제9연대장 김익렬 중령, 제주도 경찰감찰청장 최천(崔天), 딘 장군 전용통역관 김씨(목사출신) 등 9명이었다.
회의의 주제는 4·3의 진압에 대한 것이었고, 최고수뇌회의에서 합의점을 찾지 못하면서 김익렬과 조병옥의 난투극이 발생한다. 회의에서 첫 번째로 발언하게 된 최천 경찰감찰청장은 4·3폭동은 국제공산주의자에 의한 사전에 조직 훈련‧계획된 폭동이며 군‧경 대병(大兵)을 투입하여 합동작전으로 철저하게 토벌할 것을 주장하고, 이어 발언한 김익렬 연대장은 무력 위압과 설득, 선무귀순 공작을 병용하는 작전을 건의하였다. 그러면서 김익렬은 직접적인 도화선은 밀무역자 혹은 남로당 공산주의자와 경찰 간의 마찰이나 자세한 경위를 알기 어렵다고 발언한다. 폭동자 수가 증가된 것은 빨치산이 우익 인사들을 학살했지만 경찰이 제대로 대응하지 못하고 초동의 대책과 작전에 실패한데서 기인된 것이며, 이 작전의 방해요소는 경찰의 기강문란이므로 전 제주도경찰을 자기의 지휘 하에 달라는 요구를 한다.
김익렬이 증거로 제출한 사진첩을 들여다보던 윌리엄 F. 딘 장관은 흥분하여 사진 자료들을 조병옥 경무부장에게 던져주며 조병옥에게 화를 낸다. 그런데 화가 난 조병옥이 김익렬을 공산주의자로 몰면서 회의장은 난장판이 된다. 조병옥은 연대장의 설명과 사진첩 등 증거물이 전부 허위조작된 것이며, 맨스필드 대령과 드루스 대위에게 제출한 자료는 경찰에 대한 중상모략이라고 극구 부인했다. 그러다가 김익렬을 손가락으로 지목하며 “저기 공산주의 청년이 한 사람 앉아 있소. 나는 오늘 처음으로 국제공산주의가 무서운 조직력을 가지고 있는 것을 알았소. 헝가리 루마니아 체코슬로바키아 등지에서 그랬듯이 처음에는 민족주의를 앞세워 각지에서 폭동으로 정부를 전복하고 나중에는 본색을 드러내는 것이 국제공산주의자들의 상투수단이요”라고 지적했다.
화가 난 김익렬은 “닥쳐라!”하고 고함을 질렀다. 딘 장군은 김익렬을 제지하며 연설 방해를 하지 말라고 명령하였다. 그러나 조병옥은 계속해서 김익렬을 가리키며 “민족주의의 가면을 쓴 청년들이 먼 외국에서만 있는 줄 알았더니 현재 우리나라에도 있소. 바로 저 연대장이 그런 청년이요. 우리 경찰의 조사에 의하면 저 청년의 아버지는 국제공산주의자이며 소련에서 교육을 받고 현재 이북에서 공산당 간부로 열렬히 활약하고 있소. 저 자는 자기 부친의 교화를 받고 공산주의자가 되었으며 자기 부친의 지령에 의하여 행동하고 있는 것이요”라며 공산주의자일지도 모른다며 의혹을 제기했다.
딘 장군은 조병옥이 김익렬의 부친이 공산주의자라고 그럴싸하게 설명하자 깜짝 놀라며 의심에 찬 눈초리로 김익렬을 쳐다봤고, 맨스필드 대령도 의심하기 시작했다. 격분한 김익렬은 이성을 잃고 자리에서 벌떡 일어나 단상에 뛰어올라 연설하는 조병옥에게 달려들었다.
김익렬은 당시 27세로 원래 일본예비육군사관학교출신의 일본군 소위로 임관했다가 해방 후 국군소위로 임관해 2년만에 중령이 된 젊은이였다. 이 날 조병옥은 제주 무장대 대장인 김달삼이 김익렬과 일본 복지산 육군예비사관학교 동기생인것과 김익렬의 아버지가 북한에서 활동중인 당 간부임을 폭로하였는데 폭로 당시 조병옥이 50세가 넘었는데도 쉽게 넘어지지 않아 단상에서 격투가 벌어졌다.
유도 3단이던 김익렬 중령은 흥분한 나머지 주먹으로 조병옥을 끌어내 실랑이를 벌였고, 조병옥의 복부를 친 후 멱살을 잡고 내동댕이치려고 하였다. 그러나 조병옥은 김익렬의 표현에 의하면 '의외에도 힘이 장사였다. 내가 손에 잡히는 대로 조 박사의 넥타이를 당기니까 그는 목을 졸리게 되었다.'고 한다. 넥타이로 목이 졸린 조병옥은 숨을 못 쉬고 비명을 지른다. 최천 제주경찰청장이 말리러 올라왔으나 김익렬의 발길질에 급소를 차여서 그도 비명을 지르며 쓰러졌다. 딘 장군이 송호성 장군에게 싸움을 말리라고 고함을 질렀고, 맨스필드 대령과 안재홍이 달라붙어 김익렬과 조병옥을 떼놓으려 하였으나, 김익렬 역시 고함을 지르며 조병옥에게 욕설을 퍼부었다. “당신이 일제시대에 독립운동을 하였다기에 애국자인 줄 알았더니 자기의 죄상이 드러나니까 무고한 나를 하필이면 공산주의자로 모느냐. 취소하지 않으면 죽여버리겠다”하며 필사적으로 덤벼들었다.
송호성 장군은 일어서지도 않고 앉은 채로 “이 놈 연대장! 누구에게 폭행을 하느냐. 네 놈이 죽으려고 환장했느냐. 손을 놓고 말로 하라”하며 고함을 친다. 그러나 말릴 뜻은 없는 듯 입으로만 호령호령했다. 돌아가는 내용의 대강을 눈치챈 안재홍 민정장관은 손을 놓고 “연대장! 손을 놓으시오. 폭행을 멈추시오. 외국사람들이 우리를 야만인이라고 흉을 보니 어서 손을 놓고 말로 하시오”라며 제지했다. 유해진 지사가 단상에 달라붙어 다시 김익렬의 손을 떼어 놓으려고 하였으나 노령이라 역부족이었다.
김익렬과 조병옥의 몸싸움은 격화되었고, 5월 5일의 회의는 순식간에 회의장은 난장판이 되고 말았다. 화가 난 딘 장군은 통역관 김모 씨를 불러 안재홍 민정장관과 송호성 장군이 지금 무어라 말하고 있느냐며 불러 물었다. 그런데 통역관이 딘 장군에게 안재홍 씨와 송 장군이 연대장에게 “너는 공산주의자이며 나쁜 놈”이라고 욕을 하고 있다고 통역하였다. 이성을 상실한 김익렬은 조병옥의 넥타이를 붙잡고 통역관에게 달려가 발길질로 음낭을 걷어 찼다. 놀란 딘 장관과 안재홍, 송호성은 회의실을 빠져나갔고, 통역관은 비명을 지르며 쓰러졌다. 딘 장군은 대기 경호 중이던 미군헌병을 불러들여 장내 질서를 정리하라고 명령했다. 수 명의 MP가 달려들더니 그 중 2명의 MP가 양쪽에서 김익렬의 팔을 붙잡아 비틀고, 조병옥에게서 떼어놓고는 강제로 의자에 앉혀놓고는 두 팔을 결박하여 꼼짝 못하게 했다. 소란은 끝이 났고, 진압 회의는 결말을 보지 못한 채 종결되었다.

### 일화
1950년대 미국 국무성에서 이승만을 제거하려 하자 이승만은 자신이 대통령직을 내놓을 경우, 자신 대신 대통령이 될 인물로 장면과 조병옥을 꼽았다. 그러나 이승만은 이 두 사람의 도덕성과 능력, 그리고 애국심, 특히 미국에 대한 독립적인 자세를 가질 수 있는지 의심하였다. 따라서 그들에게 위태로운 상태에 놓여 있는 나라를 맡기느니 차라리 욕을 더 먹더라도 자기가 좀 더 오래 집권하면서 나라를 보위하고 그 기반을 다지는 것이 대한민국을 위해 낫다고 판단했다 한다.
이승만이 주재한 국무회의에서 담배를 피운 유일한 장관은 조병옥뿐이었다. 이승만은 국무회의 주재 시 국무위원들의 흡연을 금지하였고 회의 중 담배를 피우는 조병옥에게도 흡연하지 말라고 여러번 경고를 주었다. 그러나 조병옥은 태연히 회의장에서 담배를 피웠다.
한편 민주국민당과 민주당 전당대회에서 윤보선은 철저하게 야심을 감추었지만 조병옥은 윤보선이 크게 드러날 것이라면서 그의 속에 뭔가 있다고 하였다. 윤보선은 대통령이 되자마자 권력욕을 드러냈다.

#### 이승만 귀국 직후의 이벤트
1945년 10월 16일 이승만의 환영회를 할 때 조병옥은 이승만을 맨 앞의 좌석에 앉게 하도록 건의하였다. 10월 16일 이승만은 사실상 평민의 자격으로 환영회에 참석하기로 되었는데 어떻게 앞자리에 앉게 할 수 있겠느냐 하고 하지 장군이 항의를 하자 조병옥은 대답하기를 "이승만 박사는 비록 평민의 자격으로 환영회에 참석하게 될 것이지만 그는 독립운동의 원훈이므로 당연히 앞자리에 앉아 여러분을 환영해야 한다."고 이틀 동안이나 주장하여 관철시켰다.
하지 장군은 결국 조병옥의 말에 수긍하고 자기 스스로가 이승만 박사를 소개하기도 하였다. 그리하여 하지 장군이 답사를 마치고 하단하자 이승만 박사는 만면에 웃음을 띄우고 하지 장군과 정답게 악수하는 광경을 볼 수 있었다. 이어 조병옥은 직접 이승만 환영사를 낭독했다.
| “ | 이제 우리 한민족의 해방을 위하여 태평양 전쟁에서 영웅적으로 용전분투한 역전용사 미군을 환영하는 이 마당에 우리는 40년간 우리 한민족을 착취하고 압박하던 이 백아전당(白亞殿堂) 앞에 우리의 자유독립의 상징인 백발이 성성한 이승만 박사가 바로 이 자리에 나와 계십니다."하고 이승만을 소개하였더니 덜어선 회장의 수만은 청중들에게서 우레같은 박수소리와 함께 감격의 울음소리가 이곳 저곳에서 퍼져나왔다. 박수소리가 끝나는 것을 기다려 조병옥은 연설을 계속하였다. "이 백아전당은 희고 깨끗이 단장되어 있지만 그 속에서 일보던 총독부의 일본인 관리들은 우리 한민족을 어떻게 해야만 많이 착취하고 일본에 예속되도록 할 것인가 하는 것을 계획하고 집행한 저주받은 아성입니다. 그러나 이 백아전당의 흰 것과는 달리 우리민족의 자유독립의 상징인 이승만 박사의 백발은 40여년 간의 해외의 모진 풍상을 다 겪어가면서 검은 머리가 흰 머리가 되도록 오직 조구그이 광복만을 위하여 투쟁한 인생의 산 역사를 말하는 백발의 기록이며 상징일 것입니다. | ” |

조병옥이 말을 맺었을 때 다시 우레같은 박수 소리가 쏟아져 나왔다. 하지 장군은 직접 답사와 함께 이승만의 약력을 직접 소개하였다. 조병옥에 의하면 '하지 장군도 이 우레같은 박수 소리에 압도되어 자기가 답사를 하지 않을 수 없어 결국 이승만의 소개를 하였다고 생각한다.'고 평하기도 했다.

## 참고 문서
- 강준만 (2004). 《한국현대사산책 1940년대편 2 - 8.15 해방에서 6.25 전야까지》. 서울: 인물과사상사. 54,106,123,147쪽쪽. ISBN 978-89-5906-045-0.
- 동아일보 사설(횡설수설) 홍찬식/維石 趙炳玉, 2003-12-17자
- 강준만, 한국현대사산책:1960년대편 1(인물과사상사, 2006)
- 민족운명의 기로(서울 경무부 경찰공보실, 1948)
- 나의 회고록(해동출판사, 1986)
- 민주주의와 나(영신문화사/1959년)
- 조병옥, 나의 회고록
- 조병옥, 민주주의와 나
- 강준만, 한국현대사산책:1940년대편 1(인물과사상사, 2006)
- 강준만, 한국현대사산책:1940년대편 2(인물과사상사, 2006)
- 강준만, 한국현대사산책:1950년대편 1(인물과사상사, 2006)
- 강준만, 한국현대사산책:1950년대편 2(인물과사상사, 2006)
- 이형, <조병옥과 이기붕> (삼일서적, 2002)
- 홍우출판사, 정계야화 (전2권) (홍우출판사, 1966)
- 브루스커밍스, 한국전쟁의 기원(김자동 번역, 일월서각, 1986)
- 브루스커밍스, 브루스커밍스의 한국현대사(커밍스, 창비(창작과비평사), 2001)
- 신태양사, 내가 걸어온 길 내가 걸어갈 길(나의 정치백서) (신태양사, 1957)

## 가족
미국 뉴욕에서 승정원 좌승지를 지낸 광주노씨 노병선(盧炳善)의 딸 노정면과 결혼하였으며 노정면은 진명여고와 뉴욕의 드류 학원을 졸업했다. 5남매가 있으며 국회 부의장을 지낸 조윤형과 새천년민주당 대표를 지낸 조순형이 그의 아들들이다.
- 아버지 : 조인원(趙仁元 또는 조택원(趙宅元), 1864년 5월 2일 - 1931년 2월 11일)
- 어머니 : 남양 홍씨(南陽洪氏, 1861년 - 1922년 11월 11일)
- 부인 : 노정면(盧禎冕, 천주교 세례명 마리아, 1896년 4월 28일 - 1976년 12월 3일), 좌승지 광주 노씨 노병선(盧炳善)의 딸
  - 아들 : 조준형(趙準衡, 1921년 3월 22일 ~ 1992년 4월 7일)
  - 딸 : 조숙형(趙淑衡, 1922년 ~ ? , 아명 조문례.)
  - 딸 : 조자형(趙子衡, ? ~ 1973년 3월 15일)
  - 아들 : 조윤형(趙尹衡, 1932년 11월 26일 ~ 1996년 2월 2일, 국회의원)
  - 아들 : 조순형(趙舜衡, 1935년 3월 10일 ~ , 국회의원)
  - 며느리 : 김금지
- 동생 : 조병호(趙炳鎬, 1899년 ~ 1973년 3월 3일, 독립운동가)

## 저서
- 《민족운명의 기로》 (서울 경무부 경찰공보실, 1948)
- 《나의 회고록》 (민교사, 1959)
- 《민주주의와 나》 (영신문화사/1959년)

## 조병옥을 연기한 배우들

### 텔레비전 드라마
- 김무생 - 1981년 《제1공화국》 MBC 드라마
- 문오장 - 1985년 《새벽》 KBS1 드라마
- 김무생 - 1987년 《산하》 MBC 드라마
- 김성원 - 1989년 《제2공화국》 MBC 드라마
- 양택조 - 1989년 《무풍지대》 KBS2 드라마
- 김성겸 - 1990년 《반민특위》 MBC 드라마
- 최명수 - 1991년 《여명의 눈동자》 MBC 드라마
- 김성겸 - 1998년 《삼김시대》 SBS 드라마
- 김학철 - 2003년 《야인시대》 SBS 드라마, 2013년 《일말의 순정》 KBS2 드라마

### 라디오 드라마
- 류기현 - 1966년 《광복 20년》 TBS 다큐멘터리

### 연극, 영화
- 박노식 - 1967년 《경무대 비화 잘돼갑니다》 영화
- 김성겸 - 1982년 《종로부루스》 영화

## 같이 보기
| - 신간회 - 수양동우회 - 흥업구락부 - 한국민주당 - 민주국민당 - 민주당 - 3·1 만세 운동 - 유관순 - 유진산 - 류중권 - 연희전문학교 - 김규식 - 윤치호 - 서재필 - 이승만 - 송진우 - 윤치영 - 허헌 - 허정숙 - 안창호 - 김성수 - 신익희 - 김두한 - 윤보선 - 안재홍 - 이광수 - 이경희 - 장택상 - 정일형 - 박순천 - 곽상훈 - 나혜석 - 장면 - 김영삼 - 3·15 부정선거 - 조순형 - 조윤형 | - 김병로 - 박인덕 - 장덕수 - 여운홍 - 김일엽 - 윤치영 - 윤치호 - 이인 - 최능진 |

## 역대 선거 결과
|  | 26.41% |

|  | 8.1% |

|  | 67.32% |

|  | 75.44% |

|  | 0% |